# George Vella
Pour les articles homonymes, voir Vella.
George Vella, né le 24 avril 1942 à Żejtun, est un homme d'État maltais, membre du Parti travailliste (PL). Il est président de Malte de 2019 à 2024.

## Biographie
George Vella est né à Żejtun en 1942. Il est marié à Miriam (née Grima) avec qui il a deux filles et un fils, ainsi que sept petits-enfants. 
Il obtient son diplôme de médecin en 1964, puis un certificat en médecine aéronautique à Farnborough (Royaume-Uni) et est spécialiste en médecine familiale. Il siège au parlement à partir de 1978.
Il est ministre des Affaires étrangères entre 1996 et 1998 et entre 2013 et 2017. Le 2 avril 2019, il est élu président de Malte par la Chambre des représentants.